# Скальковский, Константин Аполлонович
Константи́н Аполло́нович Скалько́вский (6 [18] апреля 1843, Одесса, Херсонская губерния, Российская империя — 6 [19] мая 1906, Санкт-Петербург, Российская империя) — русский горный инженер, историк горного дела, административный деятель и экономист, писатель-публицист, знаток балета.

## Происхождение
Сын А. А. Скальковского (1808—1898) — историка, юриста, члена-корреспондента Российской Академии Наук. Родился 6 (18) апреля 1843 в Одессе. Первоначальное образование получил в Благородном пансионе при Ришельевском лицее.

## Биография
В 1863 году после окончания Института Корпуса Горных Инженеров был оставлен при Главном управлении КГИ, затем служил в Горном Департаменте, проводил геологические исследования (северные губернии, Мангышлак, земли Оренбургского казачьего войска), изучал хозяйство и статистику горных заводов. Совершил по поручению Министерства финансов ряд поездок по России и за границу для сбора сведений о промышленности и торговле, и с целью ознакомления с технологией различных отраслей горного дела (Западная Европа, Турция, Ост-Индия, США, Китай, Япония).
В 1867 году был избран секретарём «Общества для содействия русской промышленности и торговли» и должность эту занимал около 10 лет.
В 1870 назначен секретарём Горного Учёного Комитета, составлял и редактировал «Сборники статистических сведений по горной и соляной части» (1870—1881).
В 1871—1872 гг. читал в Горном институте курс горнозаводской статистики, вместе с политической экономией.
В 1891—1896 гг. — директор Горного Департамента. В 1891 году был членом комиссии, выработавшей таможенный тариф. Во время правления Скальковского состоялся целый ряд важных законодательных по горной части мероприятий: о праве собственности на недра, о надзоре государства за правильностью ведения горных разработок на частных землях и за безопасностью горных работ, о распространении на горные промыслы фабричной инспекции; открыты новые горные управления (южное и западное), иркутское горное училище, широкое развитие получили съезды горнопромышленников, выработан проект закона об отношениях между железными дорогами и горнопромышленными предприятиями, начато издание ежегодных «Отчетов горного департамента».
В 1903 году — член правления Никополь-Мариупольского горно-металлургического общества.
Умер К. А. Скальковский 6 (19) мая 1906 года.
Автор многочисленных статей в Горном Журнале. После его кончины было принято решение о проведении регулярного конкурса на лучшее сочинение по статистике и коммерческой географии России с выдачей премии имени Скальковского и собран соответствующий капитал. Первый конкурс должен был состояться 1 января 1918 года.
В честь тайного советника Константина Скальковского чеканили юбилейные медали; его именем называли шахты в Донбассе и ванны на Кавказских минеральных водах. Константин Аполлонович жил на широкую ногу; о нём не только говорили, но и писали, что он первый в мире взяточник.
Популярный анекдот тех времен: «Директору Горного департамента Скальковскому предложили взятку за утверждение устава акционерного общества: „Десять тысяч, и ничего не выйдет из Вашего кабинета“.— „Давайте двадцать, и можете болтать об этом на каждом углу“,— отвечал сановник».
В настоящее время К. А. Скальковский считается скорее публицистом и искусствоведом, чем горным инженером; недавно в России переиздали его книгу «Мнения русских о самих себе». Автор книг и статей о балете. Выступал в периодических изданиях («Санкт-Петербургские ведомости», «Новое время»). Иногда подписывался псевдонимом «Балетоман». Не всегда объективные (иногда фельетонного характера), но ценные по фактологическому материалу статьи Скальковского представляют интерес для исследователей театра.